# Polícia de Investigações do Chile
A Polícia de Investigações do Chile – PDI  (em castelhano:  Policía de Investigaciones de Chile) é a polícia de estatuto civil, judiciária e técnico-científica, subordinada ao Ministério da Segurança Pública, criada em 1933. É uma das instituições  de segurança pública do país e o seu principal órgão de investigação.
A sua missão principal consiste em desenvolver investigações policiais para elucidar os delitos, contribuindo para a manutenção da tranquilidade pública, para a prevenção criminal e de atos atentatórios aos poderes do estado e às suas instituições fundamentais. Compete-lhe, ainda, controlar o fluxo migratório de pessoas nas fronteiras, portos e aeroportos, fiscalizar a permanência de estrangeiros no Chile e representar a nação na Interpol.
Seus policiais são chamados genericamente de detetives, não usam uniformes e são identificados pelo distintivo policial e por um colete quando em diligências ostensivas. Os principais cargos operacionais são  os de “Oficiales Policiales” e “Assistentes Policiales”.
O seu trabalho emprega métodos científicos derivados da criminologia, criminalística, medicina forense, psicologia criminal e inteligência policial. A principal diretiva para o trabalho da PDI é “investigar para prender”. Com o fim de obter a verdade criminal, prioriza-se a união da moderna metodologia investigativa com o uso dos recursos oferecidos pela ciência e tecnologia.
É considerado o órgão da nação com maior credibilidade em matéria de investigações policiais.

## Estrutura
O artígo 2º,  do Decreto-Lei n. 2.460, de 1979 estruturou a Policía de Investigacões do Chile com a seguintes divisões:  
- Direção Geral
- Subdireção Operacional
- Subdireção Administrativa
- Inspetoría Geral
- Chefaturas
- Prefeituras
- Escritório Central Nacional - INTERPOL
- Brigadas de Investigação Criminal e Brigadas Especializadas

## Unidades especializadas de investigação
- Brigadas
  - Brigadas de Investigação Criminal (BICRIM)
- Brigadas Especializadas
  - Brigada Antinarcóticos (BRIANT)
  - Departamento de Estrangeiros e Polícia Internacional
  - Brigada Investigadora de Roubos (BIRO)
  - Brigada de Homicídios (BH)
  - Brigada de Crimes Sexuais e Menores (BRISEXME)
  - Brigada Investigadora de Assuntos Especiais (BRIAES)
  - Brigada Investigadora do Crime Organizado (BRICO)
  - Brigada de Investigações Policiais Especiais (BIPE)
  - Brigada Investigadora de Delitos do Meio Ambiente e Patrimônio Cultural (BIDEMA)
  - Brigada Investigadora de Delitos Econômicos (BRIDEC)
  - Brigada Investigadora de Lavagem de Dinheiro (BRILAC)
  - Brigada Investigadora de Crimes Virtuais (BRICIB)
  - Brigada Investigadora de Delitos Portuários (BRIDERPO)
  - Brigada Investigadora de Delitos contra a Propriedade Intelectual (BRIDEPI)
  - Brigada Aeropolicial (BAP)
- Outras unidades
  - Laboratório de Criminalística (LACRIM)
  - Assessoria Técnica (ASETEC)
  - Central de Investigações Policiais (CIPOL)
  - Oficina Central Nacional Interpol (OCN INTERPOL)
  - Escola de Investigações Policiais (ESCIPOL)
  - Instituto de Criminologia (INSCRIM)